# C4 (tomba)
C4: fa parte di una serie di 15 Tombe dei Nobili site nell’area della necropoli di Sheikh Abd el-Qurna di cui è archeologicamente nota l’esistenza, e di cui si hanno notizie sul titolare e sulla struttura, ma di cui si è persa la localizzazione. La necropoli di Dra Abu el-Naga fa parte della più vasta Necropoli Tebana, sulla sponda occidentale del Nilo dinanzi alla città di Luxor, in Egitto. Destinata a sepolture di nobili e funzionari connessi alle case regnanti, specie del Nuovo Regno, l'area venne sfruttata, come necropoli, fin dall'Antico Regno e, successivamente, sino al periodo Saitico (con la XXVI dinastia) e Tolemaico.

## Titolare
C4 era la tomba di:
| Titolare | Titolo            | Necropoli                              | Dinastia/Periodo | Note |
| -------- | ----------------- | -------------------------------------- | ---------------- | --- |
| Merymaat | Prete wab di Maat | Sheikh Abd el-Qurna, versante nord-est | XVIII dinastia   | dietro la casa di Yanni, alla fine della fila più bassa, probabilmente nei pressi della TT69 (ubicazione così indicata anche da Jean-François Champollion) |

## Biografia
Sennuter, a sua volta prete wab di Maat, fu suo padre; Henutsha sua madre. Amenhotep fu sua moglie.

## La tomba
Si ha notizia di un'anticamera in cui erano rappresentate sulle pareti: in due scene, un uomo che offre fiori ai genitori del defunto e alcune fanciulle con sistri in offertorio al defunto e alla moglie; il defunto e la moglie, che sorreggono alcuni uccellini, ispezionano due file di contadini. Un uomo con mazzi di fiori in presenza del defunto e della moglie e un figlio (?) (nome non indicato). In un corridoio, sulla "parete sinistra", in due registri sovrapposti scene della processione funeraria, con uomini recanti suppellettili funerarie, e del trasporto del sarcofago verso la Dea dell'Occidente (Mertseger). Sulla "parete destra (?)" i Campi di Aaru e riti sulla mummia. Una nicchia, la cui posizione non è ben precisata, conteneva scene di un prete officiante in offertorio di liste di offerte al defunto e alla moglie.

### Annotazioni
1. ↑  La planimetria non è in scala e ha valore esclusivamente di visione d'insieme; l'ubicazione delle singole tombe non è topograficamente esatta, ma vuole visualizzare la concentrazione delle sepolture, nonché il "disordine" con cui le stesse sono state classificate.
2. ↑  I campi della Duat, ovvero l'aldilà egizio, si trovavano, secondo le credenze, proprio sulla riva occidentale del grande fiume.
3. ↑  Nella sua epoca di utilizzo, l'area era nota come "Quella di fronte al suo Signore" (con riferimento alla riva orientale, dove si trovavano le strutture dei Palazzi di residenza dei re e i templi dei principali dei) o, più semplicemente, "Occidente di Tebe".
4. ↑  Le Tombe dei Nobili, benché raggruppate in un'unica area, sono di fatto distribuite su più necropoli distinte.
5. ↑  I preti "wab", ma anche "uab", o "uebu", appartenevano al basso clero ed erano incaricati della manutenzione degli strumenti del culto e degli oggetti comunque ad esso connessi. A loro competeva il lavacro e l'abbigliamento giornaliero della statua del dio presso cui operavano e il trasporto della stessa statua (generalmente su una barca sacra) durante le cerimonie. Erano gerarchicamente sottoposti a un "grande prete wab" cui competevano le operazioni giornaliere di culto della divinità.
6. ↑  Durante le sue esplorazioni in Egitto, Giovan Battista Belzoni si avvalse anche della collaborazione di un agente locale, il greco Giovanni Athanasi detto "Yanni", che iniziò, tuttavia, la stagione delle razzie sistematiche. L'Athanasi, infatti, non esitò a spogliare molte delle tombe note e, trovatene alcune intatte, a depredarle senza, tuttavia, lasciare alcuna traccia delle scoperte eseguite. La casa di Athanasi si trova sopra la TT52.

### Fonti
1. ↑  Porter e Moss 1927, revisione 1970 pp. 447-454.
2. ↑  Donadoni 1999,  p. 115.
3. ↑  Porter e Moss 1927, revisione 1970 p. 457.
4. ↑  Porter e Moss 1927, revisione 1970 pp. 457-458.